# Radler
För den polska fotbollsspelaren, se Błażej Radler.
För professorn och Stasiagenten, se Aleksander Radler.

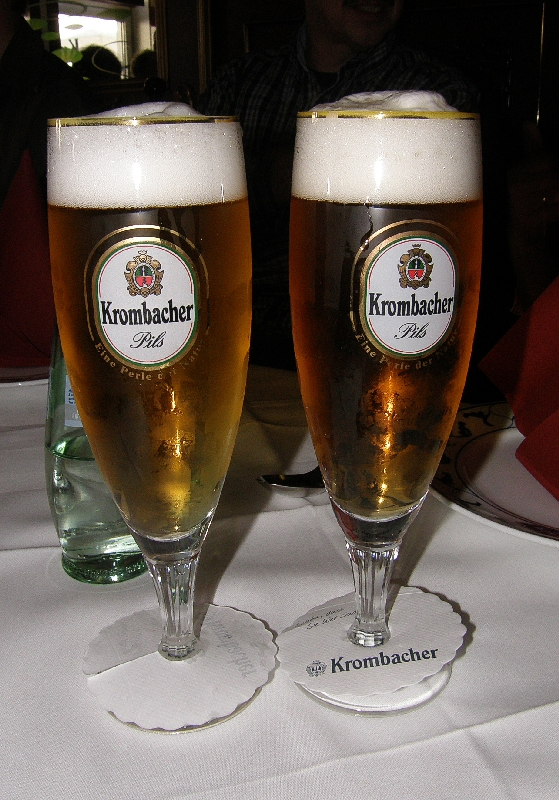
Jämförelse: Radler (till vänster), Pilsner (till höger)

Radler är en blanddryck som serveras i Centraleuropa, främst i Tyskland. Drycken består av ungefär lika delar öl och olika sorters läsk. Beteckningen Radler används främst i södra Tyskland och Österrike, för andra namn se nedan. Ordet betyder cyklist på tyska och kommer från att den blev populär bland cyklister på utflykt. Efter ändringen av ölskatten är det sedan 1993 tillåtet att sälja Radler färdigblandat i tyska affärer.

## Varianter och olika namn
- i Storbritannien kallas drycken för Shandy.
- i Schweiz, Spanien, Italien, Saarland och Frankrike kallas drycken för Panaché (franska för ”blandat”), i den tyskspråkiga delen av Schweiz samt i Saarland heter den ibland Panasch eller Panasche (utan é).
- en variant som främst bjuds i Bayern heter Russ eller Russe, den består av veteöl och citronläsk.
- i Österrike finns en variant med läsk som smaksätts med kryddor, läsken är av märket Almdudler och därför heter blanddrycken med öl Almradler.
- öl blandat med cola kallas ofta för Diesel.
- i norra Tyskland blandas drycken alltid med Pilsner och kallas för Alsterwasser eller bara Alster, namnet syftar på floden Alster som ska ha en liknande färg.

Namnet Alster används inte enhetligt, i vissa regioner är Alster en blanddryck med apelsinlemonad, för öl blandat med citronlemonad används det sydtyska namnet Radler.
- i Nederländerna heter drycken sneeuwwitje (snövit).
- i Berlin, Brandenburg och norra Sachsen-Anhalt används ibland namnet Potsdamer eller Pots.
- i delar av Münsterland kallas öl blandat med apelsinlemonad ofta Wurstwasser. Färgen ska påminna om korvspad.
- ibland kallas öl blandat med mineralvatten för Radler sauer eller Radler trocken.
- i Danmark kallas en drink av porter (33 cl) och dansk citronvand (25 cl) för Havskum. Tillsätts även en pilsner, pernod och en snaps blir det Gammeldags Kande.